# 김민수 (농구 선수)
김민수(金敏秀, 1982년 1월 16일 ~ )는 대한민국의 농구 선수로 현재 대학농구리그의 경희대학교 농구부 코치 있다. 아르헨티나 태생으로 아버지는 아르헨티나인, 어머니가 한국인이다. 스페인어 이름은 훌리안 파우스토 페르난데스 킴(스페인어: Julian Fausto Fernandez Kim)이며, 별명은 '아르헨티나 특급'이다.

## 선수 경력
2002년 경희대학교 농구부에 테스트를 받고 한국으로 입국했으며, 2004년 어머니의 국적을 따라 한국 국적을 회복하여 경희대학교 체육학부 스포츠지도전공에 입학하였다. 이후 대학 농구에서 활약하며 2004년부터 국가대표로 출전하기 시작하였다.
2008년 경희대학교를 졸업한 후, 2008 신인드래프트 2순위로 지명되고 서울 SK 나이츠에 입단하여 포워드로 활약했다.
2021년 12월 19일에 은퇴식을 진행했다.

## 국가대표 경력
- 2006년 도하 아시안게임 국가대표
- 2007년 아시아 남자 농구 선수권 대회 국가대표
- 2009년 동아시아선수권대회 국가대표